# سلوبودان ماركوفيتش
سلوبودان ماركوفيتش (9 نوفمبر 1978 في صربيا - ) هو لاعب كرة قدم صربي في مركز الوسط. شارك مع منتخب صربيا والجبل الأسود لكرة القدم. أما مع النوادي، فقد لعب مع ميتالورغ دونيتسك ونادي تافريا سيمفروبول ونادي فويفودينا ونادي فودوفاك ‏ وسينجليتش بلغراد ‏ وFK Železnik ‏ وبوراتس تشاتشاك ‏.

## وصلات خارجية
- سلوبودان ماركوفيتش على موقع اتحاد أوكرانيا (الإنجليزية)
- سلوبودان ماركوفيتش على موقع قاعدة بيانات كرة القدم.إي يو (الإنجليزية)
- سلوبودان ماركوفيتش على موقع ناشيونال فوتبول تيمز (الإنجليزية)
- سلوبودان ماركوفيتش على موقع Soccerway.com (الإنجليزية)
- سلوبودان ماركوفيتش على موقع عالم كرة القدم.نت (الإنجليزية)